# Rust in Peace
Rust in Peace is het vierde studioalbum van Megadeth. Het album werd in 1990 opgenomen onder regie van Capitol Records. Rust in Peace wordt door veel fans gezien als het sterkste Megadeth album aller tijden. Rust in Peace werd in 1991 genomineerd voor een Metal Grammy Award. Op Rust in Peace zijn voor het eerst gitarist Marty Friedman en drummer Nick Menza te horen (bekend als de Rust in Peace line up)

## Voorgeschiedenis tot Rust in Peace
Na het uitbrengen van So Far, So Good... So What! in 1988 ontsloeg Dave Mustaine zowel drummer Chuck Behler als gitarist Yeff Young wegens drugsproblemen. Terwijl Mustaine in een kliniek sober werd, nam drummer Nick Menza de rol van Behler over en werd Marty Friedman uitgekozen als nieuwe gitarist van Megadeth. Met Menza en Friedman nam Megadeth in 1990 hun album op, dat een doorslaand succes werd. Rust in Peace is het bestverkochte album van Megadeth tot nu toe. Megadeth gaf in 1990 ook hun eerste videomateriaal uit in de vorm van de documentaire Rusted Pieces, waarin de zes videoclips van het album staan en persoonlijke gesprekken met de bandleden.

## Tracks
- 1. Holy Wars ... the Punishment Due (Mustaine)
- 2. Hangar 18 (Mustaine)
- 3. Take no Prisoners (Mustaine)
- 4. Five Magics (Mustaine)
- 5. Poison was the Cure (Mustaine)
- 6. Lucretia (Mustaine/Ellefson)
- 7. Tornado of Souls (Mustaine/Ellefson)
- 8. Dawn Patrol (Mustaine/Ellefson)
- 9. Rust in Peace ... Polaris (Mustaine)

## Bezetting
- Dave Mustaine - zang en gitaar
- David Ellefson - basgitaar en achtergrondzang
- Nick Menza - drums
- Marty Friedman - gitaar en achtergrondzang

Killing Is My Business... and Business Is Good! ·
Peace Sells... But Who's Buying? ·
So far, so good... so what! ·
Rust in Peace ·
Countdown to Extinction ·
Youthanasia ·
Cryptic Writings ·
Risk ·
The World Needs a Hero ·
The System Has Failed ·
United Abominations ·
Endgame ·
Th1rt3en ·
Super Collider ·
Dystopia ·